# Khadija Krimi
Khadija Krimi, född 18 augusti 1995, är en tunisisk roddare. 
Krimi tävlade för Tunisien vid olympiska sommarspelen 2016 i Rio de Janeiro, där hon tillsammans med Nour El-Houda Ettaieb slutade på 20:e plats i lättvikts-dubbelsculler. Vid olympiska sommarspelen 2020 i Tokyo slutade Krimi och Ettaieb på fjärde plats i C-finalen i lättvikts-dubbelsculler, vilket var totalt 16:e plats i tävlingen.